# Zbigniew Zamachowski
Zbigniew Zamachowski, född 17 juli 1961 i Brzeziny i Łódź vojvodskap i Polen, är en polsk skådespelare. 
Han spelade huvudrollen i Krzysztof Kieślowskis Den vita filmen (1994) och roller i bland annat samme regissörs Dekalogen (1989) och Roman Polanskis The Pianist (2002).

## Filmografi i urval
- 1981 - Wielka majówka
- 1988 - Dekalogen  (Dekalog X)
- 1994 - Den vita filmen (Trzy kolory: biały)
- 1994 - Den röda filmen  (Trzy kolory: czerwony)
- 1995 - Pułkownik Kwiatkowski
- 2002 - The Pianist
- 2002 - Zmruż oczy
- 2009 - Popiełuszko.Wolność jest w nas
- 2012 - Pokłosie
- 2013 - Wałęsa